# Zoran Popović
Zoran Popović (in serbo Зоран Поповић?; Pakrac, 28 maggio 1988) è un calciatore serbo, portiere dello Železničar Pančevo.

## Carriera
Popović ha giocato nelle giovanili del Čukarički. In seguito, è stato in prestito al Bratstvo Krnjača, al Vršac ed al Palić, nelle serie minori del campionato serbo.
Nel 2008 è passato al Voždovac, per cui ha debuttato in Prva Liga in data 7 settembre 2008, quando è stato schierato titolare nel 2-0 inflitto all'Hajduk Belgrado. Per le due stagioni successive è stato in forza all'FK Belgrado.
Nel 2011 ha fatto ritorno al Voždovac, dove ha conquistato due promozioni consecutive, arrivando fino in SuperLiga. Nell'estate 2013 è passato al Vojvodina, senza disputare alcuna partita di campionato. A gennaio 2014 ha fatto ancora ritorno al Voždovac, per cui ha giocato la prima partita nella massima divisione locale in data 1º marzo, schierato titolare nella sconfitta per 2-0 patita sul campo del Vojvodina.
Nell'estate 2014 è stato ingaggiato dal Napredak Kruševac. Ha debuttato con questa casacca il 9 agosto dello stesso anno, nella sconfitta casalinga per 0-2 contro il Čukarički.
Nel 2015 è tornato nuovamente al Voždovac. In virtù delle prestazioni offerte nel campionato 2016-2017, è stato incluso nella formazione ideale della SuperLiga.
Il 12 febbraio 2018, i norvegesi del Bodø/Glimt hanno annunciato l'ingaggio di Popović. Il 26 giugno successivo ha fatto ritorno in patria, per giocare nella Stella Rossa.

## Statistiche

### Presenze e reti nei club
Statistiche aggiornate al 26 giugno 2018.
| Stagione           | Club               | Campionato         | Campionato | Campionato | Coppe nazionali | Coppe nazionali | Coppe nazionali | Coppe continentali | Coppe continentali | Coppe continentali | Supercoppe | Supercoppe | Supercoppe | Totale | Totale |
| Stagione           | Club               | Comp               | Pres       | Reti       | Comp            | Pres            | Reti            | Comp               | Pres               | Reti               | Comp       | Pres       | Reti       | Pres   | Reti   |
| ------------------ | ------------------ | ------------------ | ---------- | ---------- | --------------- | --------------- | --------------- | ------------------ | ------------------ | ------------------ | ---------- | ---------- | ---------- | ------ | ------ |
| 2007-2008          | Palić              | SLV                | ?          | -?         | CS              | ?               | -?              | -                  | -                  | -                  | -          | -          | -          | ?      | -?     |
| 2008-2009          | Voždovac           | PL                 | 18         | -22        | CS              | ?               | -?              | -                  | -                  | -                  | -          | -          | -          | 18     | -22+   |
| 2009-2010          | FK Belgrado        | SLB                | ?          | -?         | CS              | ?               | -?              | -                  | -                  | -                  | -          | -          | -          | ?      | -?     |
| 2010-2011          | FK Belgrado        | SLB                | ?          | -?         | CS              | ?               | -?              | -                  | -                  | -                  | -          | -          | -          | ?      | -?     |
| Totale FK Belgrado | Totale FK Belgrado | Totale FK Belgrado | ?          | -?         |                 | ?               | -?              |                    | -                  | -                  |            | -          | -          | ?      | -?     |
| 2011-2012          | Voždovac           | SLB                | ?          | -?         | CS              | ?               | -?              | -                  | -                  | -                  | -          | -          | -          | ?      | -?     |
| 2012-2013          | Voždovac           | PL                 | 32         | -19        | CS              | ?               | -?              | -                  | -                  | -                  | -          | -          | -          | 32     | -19+   |
| lug.-ott. 2013     | Vojvodina          | SL                 | 0          | 0          | CS              | 0               | 0               | UEL                | -                  | -                  | -          | -          | -          | 0      | 0      |
| gen.-giu. 2014     | Voždovac           | SL                 | 4          | -3         | CS              | -               | -               | -                  | -                  | -                  | -          | -          | -          | 4      | -3     |
| 2014-2015          | Napredak Kruševac  | SL                 | 19         | -19        | CS              | 1               | 0               | -                  | -                  | -                  | -          | -          | -          | 20     | -19    |
| 2015-2016          | Voždovac           | SL                 | 32         | -33        | CS              | 0               | 0               | -                  | -                  | -                  | -          | -          | -          | 32     | -33    |
| 2016-2017          | Voždovac           | SL                 | 24         | -30        | CS              | 2               | -2              | -                  | -                  | -                  | -          | -          | -          | 26     | -32    |
| 2017-feb. 2018     | Voždovac           | SL                 | 22         | -19        | CS              | 0               | 0               | -                  | -                  | -                  | -          | -          | -          | 22     | -19    |
| Totale Voždovac    | Totale Voždovac    | Totale Voždovac    | 132+       | -126+      |                 | 2+              | -2+             |                    | -                  | -                  |            | -          | -          | 134+   | -129+  |
| feb.-giu. 2018     | Bodø/Glimt         | ES                 | 7          | -10        | CN              | 2               | -3              | -                  | -                  | -                  | -          | -          | -          | 9      | -13    |
| 2018-2019          | Stella Rossa       | SL                 | 0          | 0          | CS              | 0               | 0               | -                  | -                  | -                  | -          | -          | -          | 0      | 0      |
| Totale             | Totale             | Totale             | 158+       | -155       |                 | 5+              | -5+             |                    | 0                  | 0                  |            | -          | -          | 163+   | -160+  |

## Palmarès

### Club

#### Competizioni nazionali
- Campionato serbo: 4

Stella Rossa: 2018-2019, 2019-2020, 2020-2021, 2021-2022
- Coppa di Serbia: 2

Stella Rossa: 2020-2021, 2023-2024